# Райко, Пелагея Андреевна
Пелагея (Полина) Андреевна Райко (укр. Поліна Андріївна Райко; девичья фамилия Солдатова; 15 мая 1928, Алёшки, Украинская ССР — 15 января 2004, Цюрупинск, Украина) — украинская художница, работавшая в стиле наивного искусства.
Живопись П.Райко стоит в одном ряду с таким украинскими художницами как: Мария Примаченко, Татьяна Пата, Ганна Собачко-Шостак.

## Биография
Не имея художественного образования, в 69-летнем возрасте начала рисовать. Образная система художницы сочетала христианскую, советскую и языческую символики. Расписала свой дом, летнюю кухню, калитки, заборы и гаражные ворота, используя простые и дешевые краски — эмаль ПФ, где воспроизвела свою биографию, своих родственников, домашних животных, картины природы. На краски и кисти тратила почти всю свою мизерную пенсию.
После смерти художницы её дом находился под угрозой уничтожения, поскольку наследники не были заинтересованны в его сохранении. Общественные активисты и художники развернули кампанию за его сохранение. В результате дом приобрели супруги, поклонники искусства, из Канады — с целью создания музея, однако вскоре утратили к нему интерес. Сейчас дом сохраняется благодаря усилиям активистов Херсона, по их просьбе за домом ухаживают местные женщины. Время неумолимо, и в доме начали трескаться стены, шелушиться краска.
В 2005 году Центр культурного развития "Тотем" (Херсон) издал каталог росписей Полины Райко «Дорога в рай» (укр. Дорога до Раю).
2006 год — премьера документального фильма «Рай», посвящённого творчеству П. Райко.
В 2013 году национальный центр народной культуры «Музей Ивана Гончара» организовал экспедицию к  дому Полины Райко и заявил о готовности взять её под свою опеку, однако до сих пор дом художницы находится в частной собственности и не внесён в реестр памятников культурного наследия Украины.

## Музеефикация арт-объекта
Музеефикацией и популяризацией наследия П.Райко преимущественно занимается общественная организация "Центр культурного развития "Тотем" (Херсон) и частный благотворительный фонд им.Полины Райко (Херсон).

## Судьба наследия после 2023 года
В результате разрушения Каховской ГЭС в ходе вторжения России в Украину дом Полины Райко был затоплен. По словам представителя Херсонского областного благотворительного фонда имени Полины Райко, после затопления сохранилось 30–40 процентов фресок, многие, в том числе самые известные, были утрачены вместе с обвалившимся стенами. В настоящее время идёт подготовка к консервации или реставрации сохранившихся работ.